# Club Joventut de Badalona
Il Club Joventut Badalona è una società sportiva spagnola di basket della città di Badalona.
Fondata nel 1930, inizialmente come polisportiva, nel 1939 prese l'attuale denominazione. Negli anni '40 la pallacanestro diventò l'attività principale della società. Attualmente, a livello europeo, è una delle squadre più prestigiose.

## Storia
Badalona, o 'La Capital Europea del Basket', ha una squadra di basket dal 30 marzo del 1930 cioè da quando il Joventut venne fondato come Penya Spirit of Badalona. Oltre al basket, il club inizialmente comprendeva anche formazioni di ciclismo, tennis tavolo e calcio. Nel 1932 il club cambiò il suo nome in Centre Esportiu Badaloní. Nel 1939 divenne Club Joventut Badalona. Dal 1940 il basket rimase l'unico sport ufficiale della società e furono adottati i colori ufficiali: verde e nero.
Tra gli anni cinquanta e i settanta il club ha avuto una grande rivalità con il Real Madrid e con gli altri club del vicinato, giocando incontri memorabili. Tra gli anni ottanta e novanta la Joventut ha trascorso i migliori anni della sua vita dal punto di vista sportivo. Oggi il club, sponsorizzato DKV dal nome della compagnia di assicurazioni DKV Seguros, sembra essere ritornato ai fasti di un tempo.
Il Joventut Badalona è uno dei tre club, insieme a Real Madrid ed Estudiantes, ad aver giocato tutte le stagioni nella prima divisione spagnola. La Joventut è considerata una delle migliori compagini europee per quanto riguarda il settore giovanile ed è il principale club cestistico spagnolo "puro", considerato il fatto che il Barcellona e il Real Madrid sono due squadre che dipendono maggiormente dalle rispettive squadre di calcio.
Il Joventut Badalona è stato il primo club catalano della storia a vincere un titolo europeo. Nel 1994 il Badalona conquista il più ambito trofeo continentale e raggiunge l'olimpo del basket del vecchio continente.
Nel 2006 il Badalona vince l'Eurocup championship e, nel 2008 anche la ULEB Cup oltre alle 2 coppe Korac

Il Pabellón Olímpico de Badalona durante una partita della stagione 2008/09.

vinte nel 1981 e nel 1990.

## Palazzetti
- Pavelló de la Plana (1962–72), prima del 1962 la squadra giocava in palazzetti non coperti
- Pavelló d'Ausiàs March (1972–92), conosciuto anche come Pavelló Club Joventut
- Palau Olímpic (1992–oggi)

## Roster 2024-2025
Aggiornato al 19 dicembre 2024.
|    | Naz.                                       | Ruolo | Sportivo          | Anno | Alt. | Peso | Note |
| -- | ------------------------------------------ | ----- | ----------------- | ---- | ---- | ---- | ---- |
| 1  | Paesi Bassi (bandiera) · Spagna (bandiera) | AP    | Yannick Kraag     | 2002 | 202  | 81   |      |
| 2  | Stati Uniti (bandiera)                     | P     | Devon Dotson      | 1999 | 188  | 84   |      |
| 3  | Spagna (bandiera)                          | AP    | Pep Busquets      | 1999 | 200  | 90   |      |
| 4  | Spagna (bandiera)                          | G     | Pau Ribas         | 1987 | 194  | 95   |      |
| 12 | Stati Uniti (bandiera)                     | AP    | Kaiser Gates      | 1996 | 201  | 102  |      |
| 13 | Ucraina (bandiera)                         | C     | Artem Pustovyj    | 1992 | 219  | 98   |      |
| 16 | Spagna (bandiera)                          | P     | Guillem Vives     | 1993 | 192  | 86   |      |
| 17 | Stati Uniti (bandiera)                     | A     | Sam Dekker        | 1994 | 203  | 99   |      |
| 21 | Spagna (bandiera)                          | AG    | Miguel Allen      | 2003 | 203  | 88   |      |
| 23 | Croazia (bandiera)                         | C     | Michael Ružić     | 2006 | 206  | 101  |      |
| 30 | Canada (bandiera) · Giamaica (bandiera)    | G     | Kassius Robertson | 1994 | 191  | 82   |      |
| 44 | Croazia (bandiera)                         | C     | Ante Tomić        | 1987 | 218  | 118  |      |
| 88 | Ungheria (bandiera)                        | AP    | Ádám Hanga        | 1989 | 200  | 95   |      |

### Staff tecnico
| Allenatore: | Daniel Miret                 |
| Assistenti: | Aleix Duran, Albert Cañellas |

### Numeri ritirati
- 5 Rafael Jofresa, G, 1983–1996, 2000–2003; Solo a Rudy Fernández fu permesso di indossarla
- 7 Josep María Margall, F, 1972–1990
- 8 Jordi Villacampa, F, 1980–1997; Presidente della società 1999–oggi

## Cestisti
- Terrence Bieshaar 2016-2017
- Mario Fernández 2009-2010

### Formazione Campione d'Europa nel 1994
| N° | Naz.                   | Ruolo | Sportivo             | Anno | Alt. | Peso |
| -- | ---------------------- | ----- | -------------------- | ---- | ---- | ---- |
| 4  | Spagna (bandiera)      | AP    | Daniel Pérez         |      | 198  |      |
| 5  | Spagna (bandiera)      | P     | Rafael Jofresa       |      | 183  |      |
| 6  | Spagna (bandiera)      | P     | Tomás Jofresa        |      | 184  |      |
| 8  | Spagna (bandiera)      | G     | Jordi Villacampa     |      | 196  |      |
| 9  | Spagna (bandiera)      | P     | Iván Corrales        |      | 182  |      |
| 10 | Stati Uniti (bandiera) | AG    | Corny Thompson       |      | 203  |      |
| 11 | Spagna (bandiera)      | A     | Daniel García        |      | 207  |      |
| 12 | Spagna (bandiera)      | C     | Juan Antonio Morales |      | 211  |      |
| 13 | Spagna (bandiera)      | C     | Ferrán Martínez      |      | 212  |      |
| 14 | Spagna (bandiera)      | C     | Alfonso Albert       |      | 208  |      |
| 15 | Spagna (bandiera)      | AP    | Mike Smith           |      | 198  |      |
| 16 | Spagna (bandiera)      | G     | Joffre Lleal         |      | 195  |      |
|    | Jugoslavia (bandiera)  | All.  | Željko Obradović     |      |      |      |

## Allenatori
- anni sessanta: Eduardo Kucharski.
- anni settanta: Josep Lluís, Francesc Buscató, Eduardo Kucharski, Antoni Serra.
- anni ottanta: Manel Comas, Jack Schrader, Aíto García Reneses, Miquel Nolis, Alfred Julbe, Herb Brown.
- anni novanta: Lolo Sainz, Željko Obradović, Pedro Martínez Sánchez, Zoran Slavnić.
- anni duemila: Josep Maria Izquierdo, Manel Comas, Aíto García Reneses, Sito Alonso.
- anni duemiladieci: Pepu Hernández, Salva Maldonado, Diego Ocampo, Carles Durán.

## Sponsor
Il Club Joventut de Badalona ha avuto numerosi sponsor nel corso della sua storia. Queste sono le denominazioni della Joventut nel corso degli anni:
| - Joventut Schweppes 1972–1977 - Joventut Freixenet 1978–1981 - Joventut Sony 1981–1982 - Joventut Fichet 1982–1983 - Joventut Massana 1983–1984 - Ron Negrita Joventut 1984–1987 - Ram Joventut 1987–1990 |  | - Montigalà Joventut 1990–1992 - Marbella Joventut 1992–1993 - 7 Up Joventut 1993–1995 - Festina Joventut 1996–1998 - Pinturas Bruguer Badalona 1998–2000 - DKV Joventut 2001–2011 - FIATC Joventut 2011-oggi |

## Uniformi

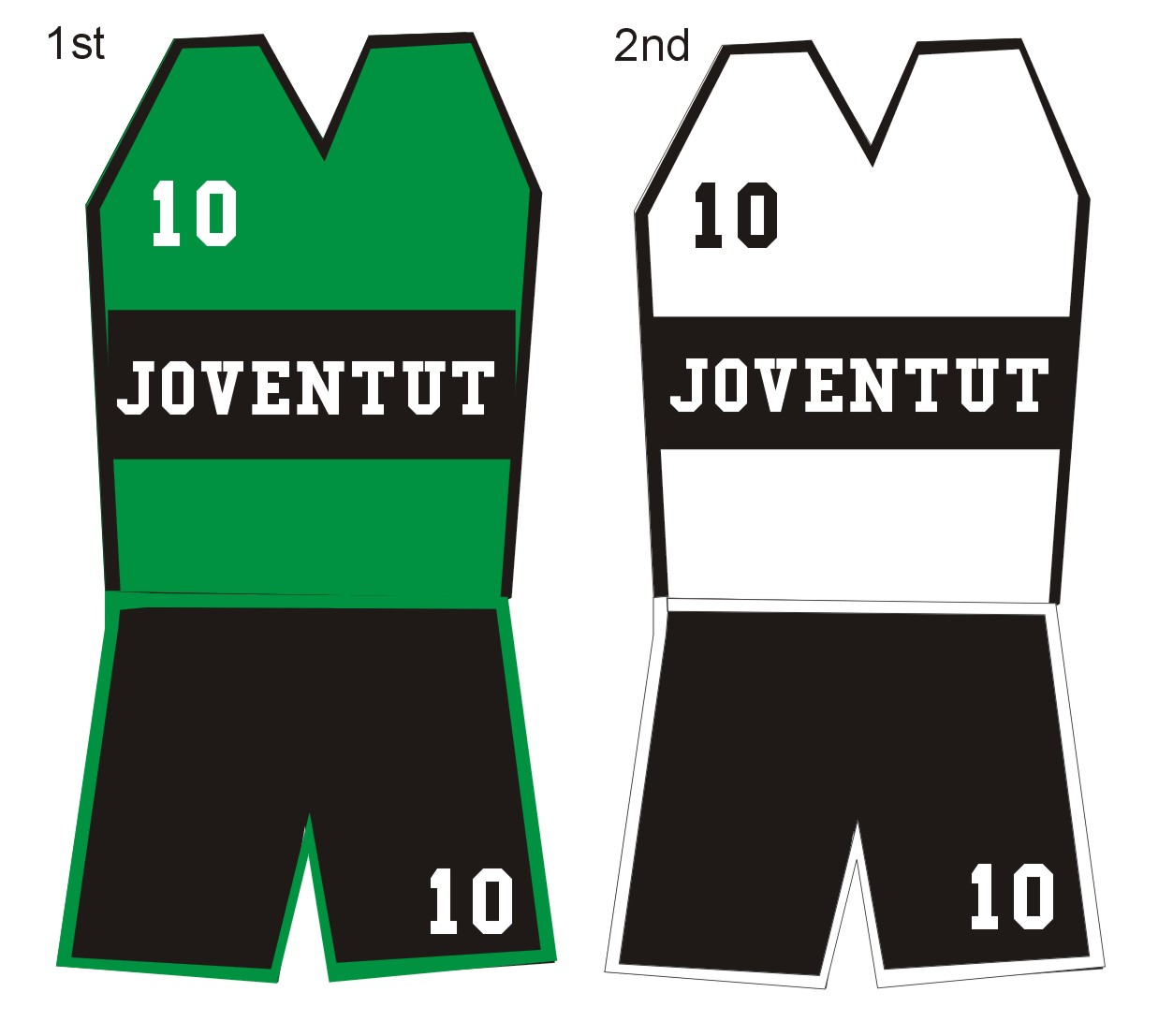
Uniforme tradizionale del Joventut Badalona

Le uniformi della Joventut sono sempre state verdi con una striscia bianca attraverso il torace, e i pantaloncini sono stati tradizionalmente neri, fatta eccezione per alcuni anni in cui sono stati verdi. L'uniforme nelle partite esterne è stata sempre bianca, eccetto nella stagione 2008-2009 dove venne introdotta una nuova maglia color argento che si alternava nelle gare con la classica bianca.

## Palmarès

### Premi individuali
MVP Liga ACB
- Tanoka Beard – 2002

Stella nascente Liga ACB
- Ricky Rubio – 2007

MVP delle finali Liga ACB
- Corny Thompson – 1991
- Mike Smith – 1992

MVP Copa del Rey
- Andre Turner – 1997
- Rudy Fernández – 2004, 2008

MVP finali ULEB Eurocup
- Rudy Fernández – 2008

MVP Final Four Euro Challenge
- Rudy Fernández – 2006

Stella nascente Eurolega
- Rudy Fernández – 2007

Prima squadra Liga ACB
- Rudy Fernández – 2007, 2008
- Ricky Rubio – 2008

Campione gara schiacciate Liga ACB
- Christian Eyenga – 2009